# Batesmethode
De Batesmethode is een ineffectieve en potentieel gevaarlijke alternatieve behandelmethode die het gezichtsvermogen zou moeten verbeteren. De Amerikaanse oogarts William Bates (1860-1931) beweerde dit te kunnen bereiken door het opnieuw aanleren van wat hij "de juiste kijkgewoontes" noemde. Bates dacht dat stress in sterkere mate effect heeft op de ogen dan op andere organen, en dat slecht zicht daar vaak door ontstaat; oogartsen en optometristen zouden hier volgens hem meer rekening mee moeten houden.
Van geen enkele training is aangetoond dat het de oogsterkte kan veranderen. Bovendien kunnen bepaalde aspecten van de Batesmethode gevaarlijk zijn; volgers van de methode kunnen permanente oogschade krijgen door blootstelling aan direct zonlicht, zonder corrigerende lenzen deelnemen aan het verkeer, of afzien van conventionele oogzorg met serieus oogletsel tot gevolg.

## Samenvatting
Volgens Bates zouden door bepaalde oefeningen tal van oogklachten kunnen worden behandeld. Bates ging ervan uit dat bij de accommodatie van het oog de vorm van het oog verandert door de uitwendige spieren van de oogbol. De gangbare opvatting is dat tijdens accommodatie alleen de lens boller of platter wordt. Op grond van bovenstaand uitgangspunt ziet Bates verziendheid, bijziendheid en ouderdomsverziendheid als een onjuiste spanningstoestand van de uitwendige spieren waardoor de oogbol van vorm verandert.
Bates veronderstelde dat verschillende gevarieerde typen van gewoonte-spanning, met hun oorsprong in de geest, verantwoordelijk zijn voor niet alleen refractiefouten, welke gewoonlijk gecompenseerd worden door een bril (zoals bijziendheid, verziendheid, astigmatisme en ouderdomsverziendheid), maar ook verantwoordelijk zijn voor andere abnormale condities van het oog, inclusief strabismus, cataract, glaucoom, amblyopie, bindvliesontsteking, blefaritis en ziektes van de oogzenuw en het netvlies. Bates heeft zijn benadering om patiënten te helpen spanning(en) weg te nemen en zodoende het zicht te verbeteren, uitgegeven in een boek getiteld Perfect Sight Without Glasses, en later in zijn maandelijkse tijdschriften getiteld Better Eyesight (1919-1930). Bates baseerde zijn bevindingen op zijn oftalmologische waarnemingen van de ogen van duizenden mensen en ook van dieren.
Ondanks het gegeven dat veel mensen claimen door de methode geholpen te zijn, is de Batesmethode omstreden.
Bates' theorie dat het oog niet focust door werking van de lens van het oog, maar door het verlengen van de oogbol, door middel van de extra-oculaire en obliquus-oogspieren, wordt niet ondersteund door de oogheelkunde. Aanhangers en leraren van de methode van Bates, die zijn methode in de loop der tijd hebben vernieuwd - zo geloven velen tegenwoordig dat de inwendige kringspieren van de lens belangrijker zijn dan de uitwendige spieren waarop Bates de nadruk legde - zouden wel graag zien dat hun methode wetenschappelijk wordt getoetst, maar beschikken daarvoor zelf niet over de nodige financiële middelen. Ook vanuit de wetenschap wordt dergelijk onderzoek niet ondersteund. Niet omstreden is echter de stelling van Bates, dat het proces van het zien voor het grootste deel plaatsvindt in de hersenen, en slechts voor ongeveer 15 tot 20 procent in het oog. Op dat gegeven is Bates' methode voor een belangrijk deel gebaseerd.
“Natuurlijk-zichtleraar” Thomas R. Quackenbush definieert de Batesmethode als:
"Een educatief programma, gecreëerd door de oogarts W.H. Bates, waarbij natuurlijke correcte kijkgewoontes worden geleerd, gebaseerd op ontspanning van de geest en het lichaam. Daarbij worden vaak ook zelfgenezingsactiviteiten en spelletjes gedaan, om de integratie en genezing te versnellen. Zelfs door veel Batesleraren wordt het vaak verkeerd begrepen als alleen maar oogoefeningen."

## Perfect Sight Without Glasses

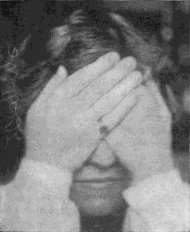
Foto van iemand die "palming" toepast.

Bates omschrijft in zijn boek een aantal oefeningen. Voorstanders van de Batesmethode spreken over ontspanningsoefeningen, bewegingsoefeningen en geheugenoefeningen, bijvoorbeeld palmeren, de zwaai, perfect zwart visualiseren en de ogen blootstellen aan indirect zonlicht. Fundamenteel wordt gezegd dat de Batesmethode een holistische verandering vraagt met betrekking tot de manier waarop het lichaam wordt gebruikt. De Batesmethode is niet gelijk aan het doen of toepassen van alleen maar oogoefeningen.

## Technieken
Palmeren is een techniek die fysieke ontspanning geeft aan de ogen en ervoor zorgt dat je mentaal ontspant. Palmeren vereist dat een persoon zijn handen lichtjes bolt en op de gesloten ogen houdt. Doelstelling is om zoveel als mogelijk ontspanning te geven aan het visuele systeem. Palmeren kan 5 of 10 minuten uitgevoerd worden (of zo lang als je wilt) diep en gemakkelijk ademend in combinatie met een goede houding.

## Oogoefeningen
De afgelopen jaren heeft de toegenomen interesse in alternatieve geneeswijze geleid tot een grotere populariteit van de Batesmethode en andere methodes met oogoefenprogramma’s.

## Oogheelkunde
Er zijn verschillende meningen over het gebruik van oogoefeningen voor afwijkingen aan het gezichtsvermogen.
Optometristen gebruiken oogoefeningen in beperkte mate voor afwijkingen, specifieke problemen met de spierspanning en problemen met de coördinatie van oogbewegingen tussen beide ogen. Naar deze methoden is onderzoek verricht.
Onomstreden is, dat de meeste oogheelkundigen zich niet bezighouden met de oorzaken van slecht zicht, maar uitsluitend met de gevolgen. Meestal worden naarmate men ouder wordt, steeds sterkere brillen of lenzen voorgeschreven, vooral bij mensen die bijziend zijn. Hoe het komt dat mensen in industriële maatschappijen zoveel slechter zien dan in agrarische, is echter geen vraag van wetenschappelijk onderzoek. Waar vroeger bovendien alleen oogartsen een brilvoorschrift mochten geven, worden de ogen nu vaak onderzocht door dezelfde persoon, die je ook de bril verkoopt; het werk van de oogarts Bates kan mede worden gezien als een poging, deze trend te keren en mensen minder afhankelijk te maken van de brillenindustrie.

## Boek van Bates
Omdat de auteursrechten van de originele versie van Perfect Sight Without Glasses verlopen zijn is het boek inmiddels gratis beschikbaar op het internet. In 1943 heeft de weduwe van Bates, Emily Bates, eveneens een aangepaste versie van Bates' oorspronkelijke boek gepubliceerd. In deze aangepaste versie zijn veel van Bates' controversiële claims zoals het perfect herinneren van de kleur zwart als een geschikte vervanging van anesthesie verwijderd alsook claims die met het kijken naar de zon te maken hadden. Toch geven velen aan Bates' originele boek, uit 1920, de voorkeur, om de gezaghebbende wijze waarop hij de methode uitlegt.